# Câmpia Bărăganului

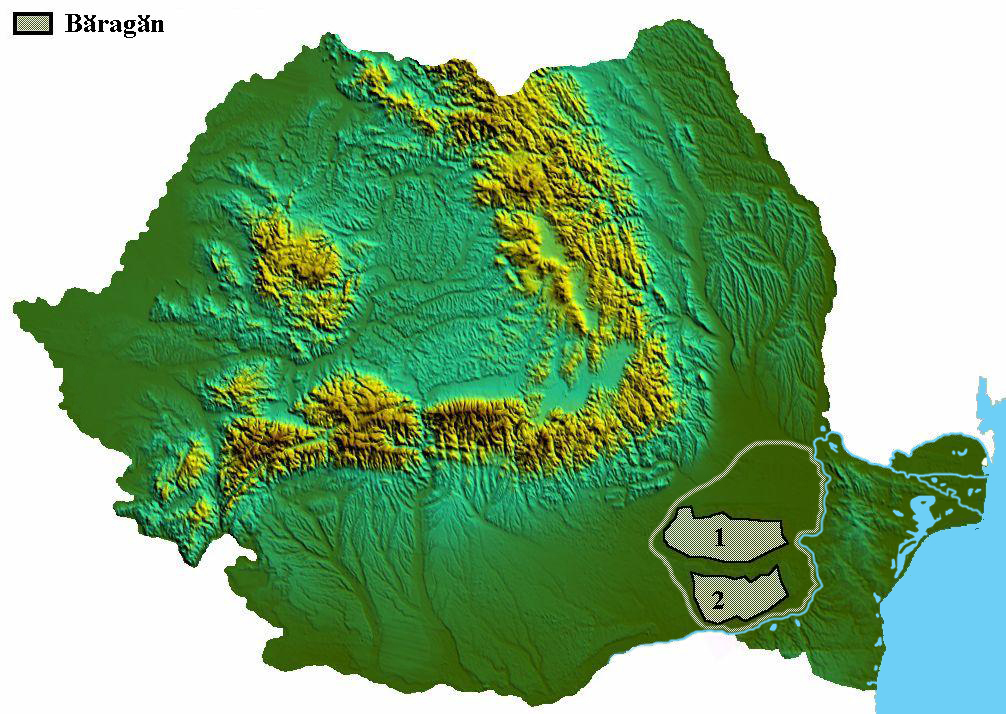
Amplasarea geografică pe teritoriul României
(1) Bărăganul Călmățuiului
(2) Bărăganul Ialomiței

Câmpia Bărăganului din sud-estul României este o câmpie cunoscută pentru solul său negru și cu un conținut bogat de humus, precum și pentru vegetația de stepă datorată climatului deosebit de aspru: veri fierbinți și uscate; ierni foarte geroase cu bătăi de crivăț). Face parte din Câmpia Română, fiind sectorul estic al acesteia. Este delimitată în sud și est de Dunăre, iar în nord de râul Buzău. Limita vestică este un aliniament care unește localitățile Buzău-Urziceni-Budești-Oltenița. 
Orașul București nu face parte din Bărăgan, ci din Câmpia Vlăsiei.

## Etimologie
Termenul Bărăgan este atestat pentru prima dată în anul 1597 și provine din cuvântul buragan, care după Constantin C. Giurescu și Iorgu Iordan înseamnă „furtună, vifor, vârtej” în limbile turcice. Nicolae Iorga preciza că de la Pecenegi, dacă nu de la vechii Sciți turanici, vin, pentru a numi aspectele deșertului, „bărăgan” și „curgan”. Lazăr Șăineanu considera că: numele enigmatic de Bărăgan, ce poartă stepa întinsă din jud. Ialomița, pare a se trage de la un popor tătar giagataic (și mongol): buraganul „vârtej, furtună” corespunde crivățului nostru.

## Centre urbane importante

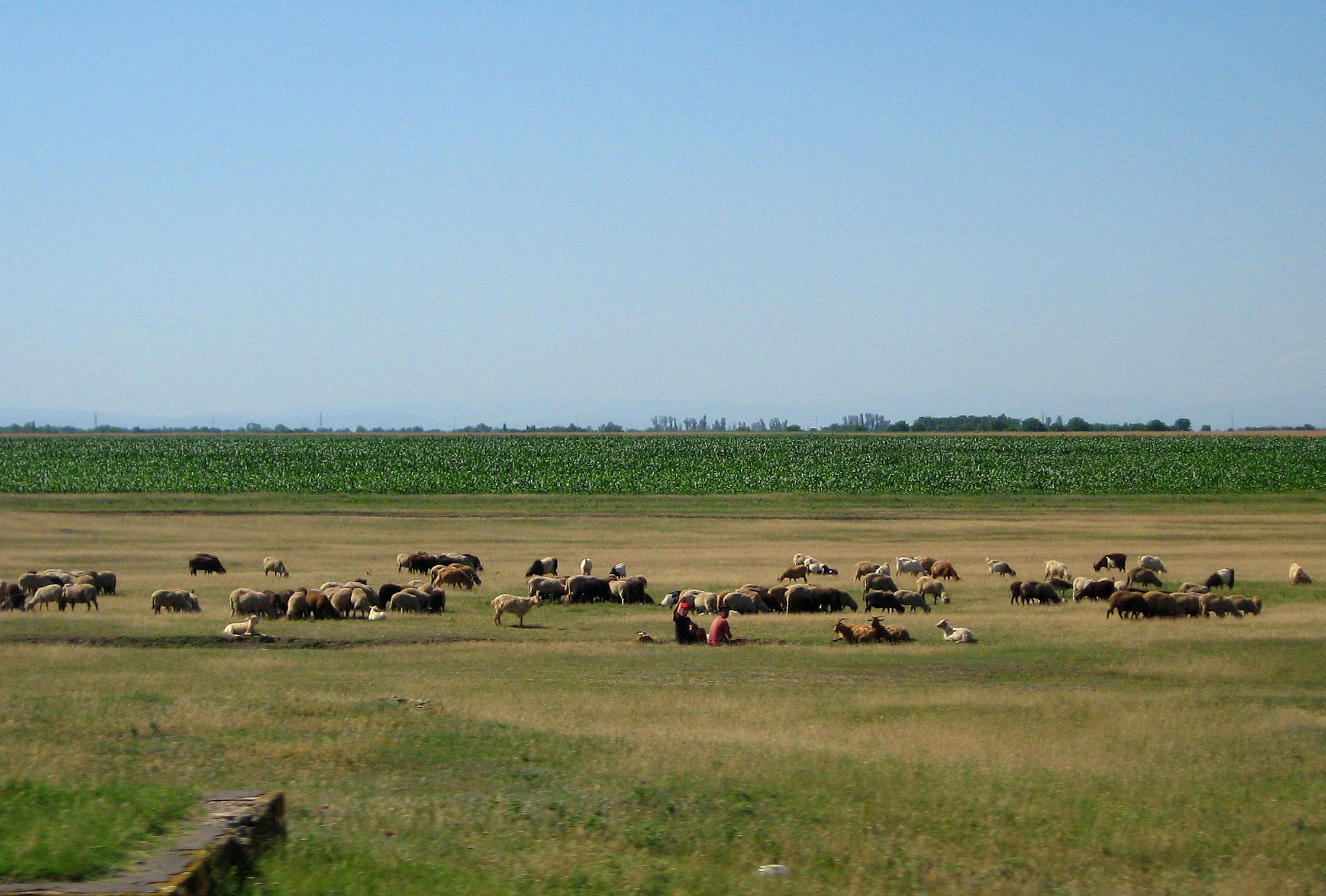
Oieritul în Bărăgan, joacă un rol esențial pentru agricultura regiunii

Principalele centre urbane din Câmpia Bărăganului sunt:
- Brăila - 216.292 loc. (2002)
- Călărași - 73.823 loc. (est. 2005)
- Slobozia - 52.710 loc. (2001)
- Fetești - 33.294 loc. (2002)

De asemenea, pe granița arealului geografic se află:
- Buzău - 134.227 loc. (2002)
- Urziceni - 14.201 loc. (2002)
- Oltenița - 27.213 loc. (2002)

## Istoric

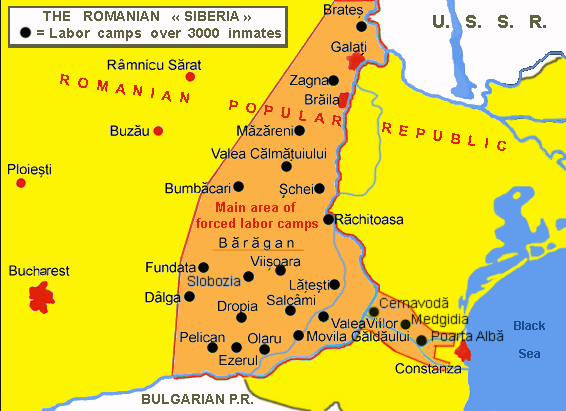
Bărăganul ca zonă de deportare între 1951 și 1956.

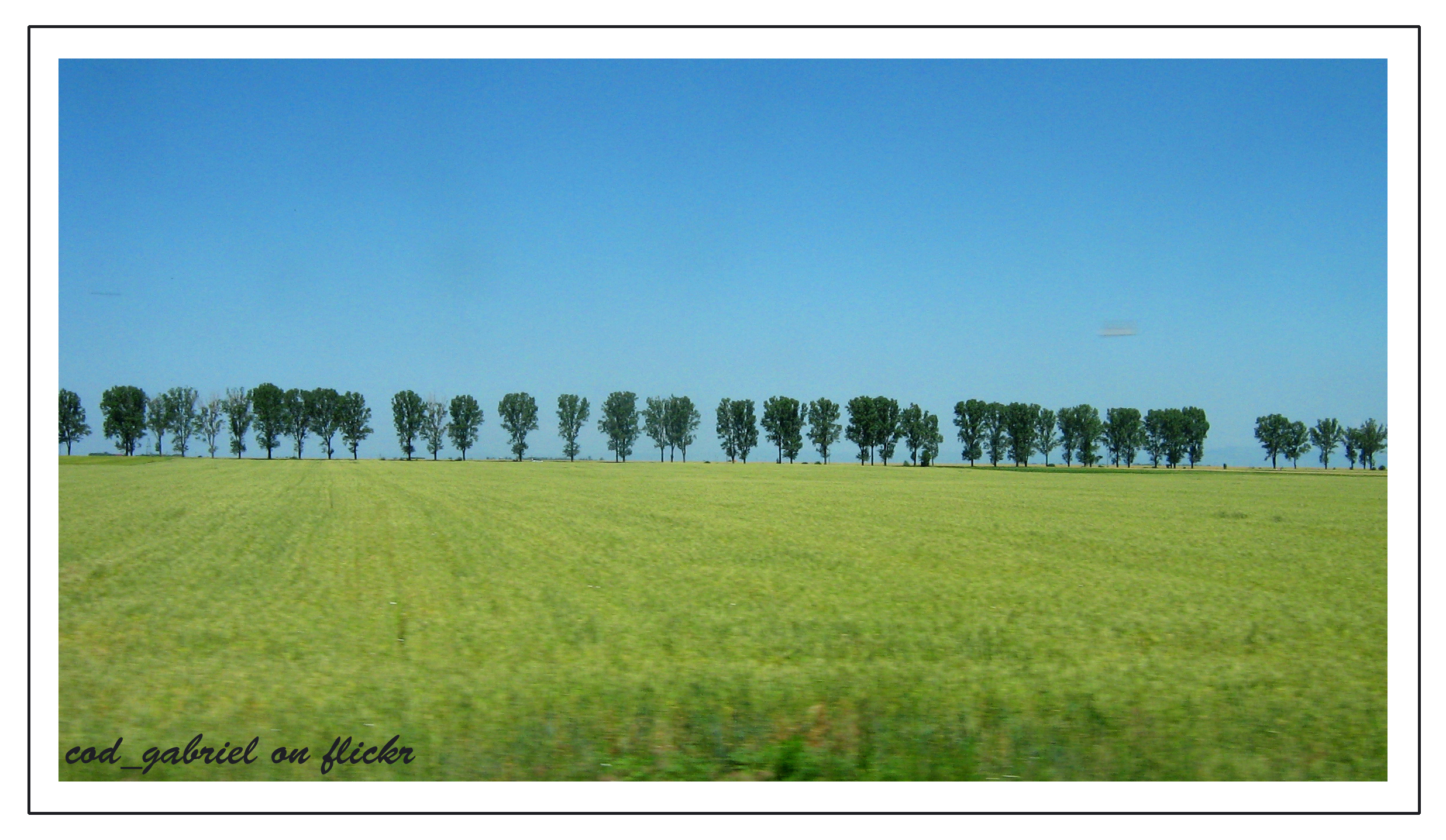
Teren agricol prelucrat în Câmpia Bărăganului, 2012.

Din cauza lipsei pădurilor, Bărăganul a fost în trecut un important culoar de trecere pentru toate popoarele migratoare care au străbătut sud-estul României de azi: Goții, Hunii, Avarii, Slavii, Bulgarii, Maghiarii, Pecinegii, Cumanii și Tătarii. Multe denumiri de râuri și localități amintesc de aceste popoare.
Stepa Bărăganului, folosită în trecut ca pășune de către ciobanii din Carpați (inclusiv din Transilvania) în perioada de transhumanță, a fost transformată în teren arabil abia în a doua jumătate a secolului al XIX-lea.
În anii comunismului, mai ales în anii '50, au fost deportați aici aproximativ 40.000 de deținuți politici din restul țării.
Bătălia de la Mărășești - În timpul Primului Război Mondial, în vara anului 1917, pe câmpia Bărăganului a avut loc o luptă decisivă între trupele române și cele germane și austro-ungare. Bătălia a durat 14 zile și s-a încheiat cu o victorie a românilor, care au reușit să respingă atacurile inamice și să-și mențină pozițiile.
Ferma de la Balta Albă - În anii '50, regimul comunist a confiscat multe terenuri agricole și le-a colectivizat în cadrul unor ferme de stat. Ferma de la Balta Albă, situată în Câmpia Bărăganului, a fost una dintre cele mai mari și cele mai productive ferme din România. Aici se cultivau cereale, legume și animale erau crescute în grajduri moderne. Cu toate acestea, după 1989, ferma a intrat în declin și a fost abandonată.
Accidentul de la Cernavodă - În 1996, a avut loc un accident grav la centrala nucleară de la Cernavodă, situată în apropierea Câmpiei Bărăganului. Unul dintre reactorii centralei a fost grav afectat de o defecțiune și a fost oprit timp de mai multe luni. Incidentul a atras atenția asupra problemelor de siguranță a centralelor nucleare din România și a dus la luarea unor măsuri pentru îmbunătățirea sistemelor de protecție și de supraveghere.
Pustnicii din Câmpia Bărăganului - Câmpia Bărăganului a fost, de-a lungul timpului, un loc preferat pentru pustnici și călugări care căutau solitudinea și liniștea. Mulți dintre aceștia au trăit în peșteri și mici chilii, unde își petreceau zilele rugându-se și meditând.Unul dintre cei mai cunoscuți pustnici din zonă a fost părintele Arsenie Boca, care a trăit și a lucrat în apropiere de Câmpulung-Muscel, dar a vizitat și alte locuri din Câmpia Bărăganului.